# San Salvador el Seco
San Salvador el Seco là một đô thị thuộc bang Puebla, México. Năm 2005, dân số của đô thị này là 25466 người.